# Galeotto Marzio
Galeotto Marzio (Narni, 1427 – Boemia, 1490) è stato un umanista italiano.

## Biografia
Galeotto nacque a Narni nel 1427 dalla nobile famiglia dei Marzi. 
Dopo aver studiato a Ferrara presso la scuola di Guarino Veronese, fu chiamato a soli 23 anni ad insegnare letteratura all'università di Padova e più tardi a quella di Bologna. In contatto con Janus Pannonius e János Vitéz, che lo invitarono a più riprese in Ungheria, dove si recò nel 1465. Scrisse un De Homine, dedicato a Vitéz. Fu anche professore presso l'Universitas Histropolensis a Pozsony, in Ungheria, fino a quando venne scoperto un complotto nei confronti di Mattia Corvino (1471-1472).  
Per le nuove dottrine che tentò di affermare  del suo De incognitis vulgo, scritto circa nel 1477, fu accusato di eresia e processato dall'inquisizione veneta, ma non condannato grazie alla sua grande amicizia con Lorenzo il Magnifico e il re Mattia Corvino. Successivamente andò a Buda e vi portò la sua opera eretica dedicata a Mattia.  
Marzio Galeotti descrisse gli usi e il comportamento della società ungherese.
La sua prima moglie era figlia di Bartolomeo de Montagna (1450-1523), pittore del Rinascimento Italiano. 
Incerti data e luogo della morte, posteriore al febbraio 1492, probabilmente a Montagnana (sua abituale residenza). 

## Opere principali
- De Homine
- De Incognitis Vulgo
- De egregie, sapienter, iocose dictis ac factis regis Mathiae (1485)
- De doctrina promiscua (1490/91)